# Jaime Miguel Linares
Jaime Miguel Linares (Vila Real, 21 maggio 1982) è un calciatore angolano, centrocampista del Libolo.

## Carriera

### Club
Ha giocato in Portogallo, Oman, Algeria e Angola.

### Nazionale
Ha esordito con la Nazionale angolana nel 2012, durante la Coppa d'Africa.